# Ludwig Deckardt
Ludwig Deckardt, född 23 mars 1902, var en friidrottare från Österrike. Han deltog vid olympiska sommarspelen 1924.